# Kao (île)
Pour les articles homonymes, voir Kao.
Kao est une île volcanique des Tonga, dans l'archipel de Ha'apai. Le sommet de son volcan, point culminant des Tonga, se trouve à 1 030 mètres d'altitude.